# Кулик Анатолій Романович
Анатолій Романович Кулик (нар. 23 травня 1955, м. Зборів, Україна) — український громадсько-політичний дія. Сільський голова Байковецької сільської ради (з 26 березня 2006).

## Життєпис
Анатолій Кулик народився 23 травня 1955 року в місті Зборів Тернопільської области України.
Закінчив Львівський зооветеринарний інститут (1977, нині національний університет; спеціальність — зооінженер).
Працював:
- зоотехніком Тернопільського комбікормового заводу (1978—1979),
- зоотехніком по спецгоспах Тернопільського м/г підприємства (1979—1982),
- головою колгоспу с. Байківці Тернопільського району (1982—1993),
- виконувачем обов’язків директора державної конюшні Тернопільського облплемоб’єднання (1993—1994).
- директором Тернопільської обласної державної заводської конюшні (1994—1997).

Проходив службу в армії.

### Громадсько-політична діяльність
З 26 березня 2006 року — голова Байковецької сільської ради.
Голова Тернопільського обласного відділення Всеукраїнської асоціації сільських і селищних рад. 
Був депутатом кількох скликань Байковецької сільської ради. Дійсний член Всесвітньої академії комплексної безпеки.

## Нагороди та відзнаки
- орден «За заслуги» III ступеня (2011)[2] та «Князя Костянтина Острозького» (2013),
- медаль «За заслуги» II ступеня (2013),
- подяка Президента (2009) та прем’єр-міністра (2013) України,
- грамота від Папи Римського Франциска (2013),
- грамота Апостольського Благословення від Папи Римського Бенедикта XVI (2010).